# Mercedes-Benz Group
Mercedes-Benz Group AG ([mɛʁˈtseːdəs ˈbɛnts ɡɹuːp]) — транснациональный автомобилестроительный концерн со штаб-квартирой в городе Штутгарт (Баден-Вюртемберг), Германия.
Концерн основан как Daimler-Benz AG в 1926 году в результате объединения двух фирм: Daimler Motoren Gesellschaft и Benz & Cie. В 1998 году компания выкупила группу Chrysler и сменила название на DaimlerChrysler AG. После перепродажи акций Chrysler инвестиционному фонду Cerberus Capital Management концерн был снова переименован, на этот раз как Daimler AG. В феврале 2022 года Daimler AG был переименован в Mercedes-Benz Group AG.
В списке крупнейших публичных компаний мира Forbes Global 2000 за 2022 год Mercedes-Benz Group заняла 41-е место, а в списке Fortune Global 500 — 38-е место.

## История
История компании начинается в 1885—1886 годах, когда Готлиб Даймлер разработал лёгкий и компактный двигатель внутреннего сгорания, установленный им на первый в мире мотоцикл «Daimler Reitwagen», а Карл Бенц запатентовал первую в мире «трёхколесную повозку с бензиновым двигателем». Уже позже, в 1926 году, две самостоятельные компании Daimler-Motoren-Gesellschaft и Benz & Cie. объединились в единый концерн — Daimler-Benz AG.
Концерн DaimlerChrysler AG образован в ноябре 1998 года в результате приобретения концерном Daimler-Benz AG компании, входящей в «большую тройку» автомобильной индустрии США — корпорации Chrysler LLC.
14 мая 2007 года DaimlerChrysler AG анонсировал продажу 80,1 % акций подразделения Chrysler Group за $7,4 млрд частному американскому инвестиционному фонду Cerberus Capital Management. Сделка была совершена 3 августа 2007 года. На собрании акционеров 4 октября 2007 года название DaimlerChrysler AG было изменено на Daimler AG.
12 декабря 2008 года Daimler приобрёл 10 % акций российского производителя грузовиков ПАО «КАМАЗ» за 250 млн долл. сразу и 50 млн долл. — до 2012 года и получил одно место в совете директоров компании. 11 февраля 2010 года концерн увеличил свою долю до 11 %.
В декабре 2021 года дочерняя компания по производству грузовиков и автобусов Daimler Truck AG была отделена путём размещения её акций на бирже; Mercedes-Benz Group сохранила за собой 35 % её акций.

## Собственники и руководство

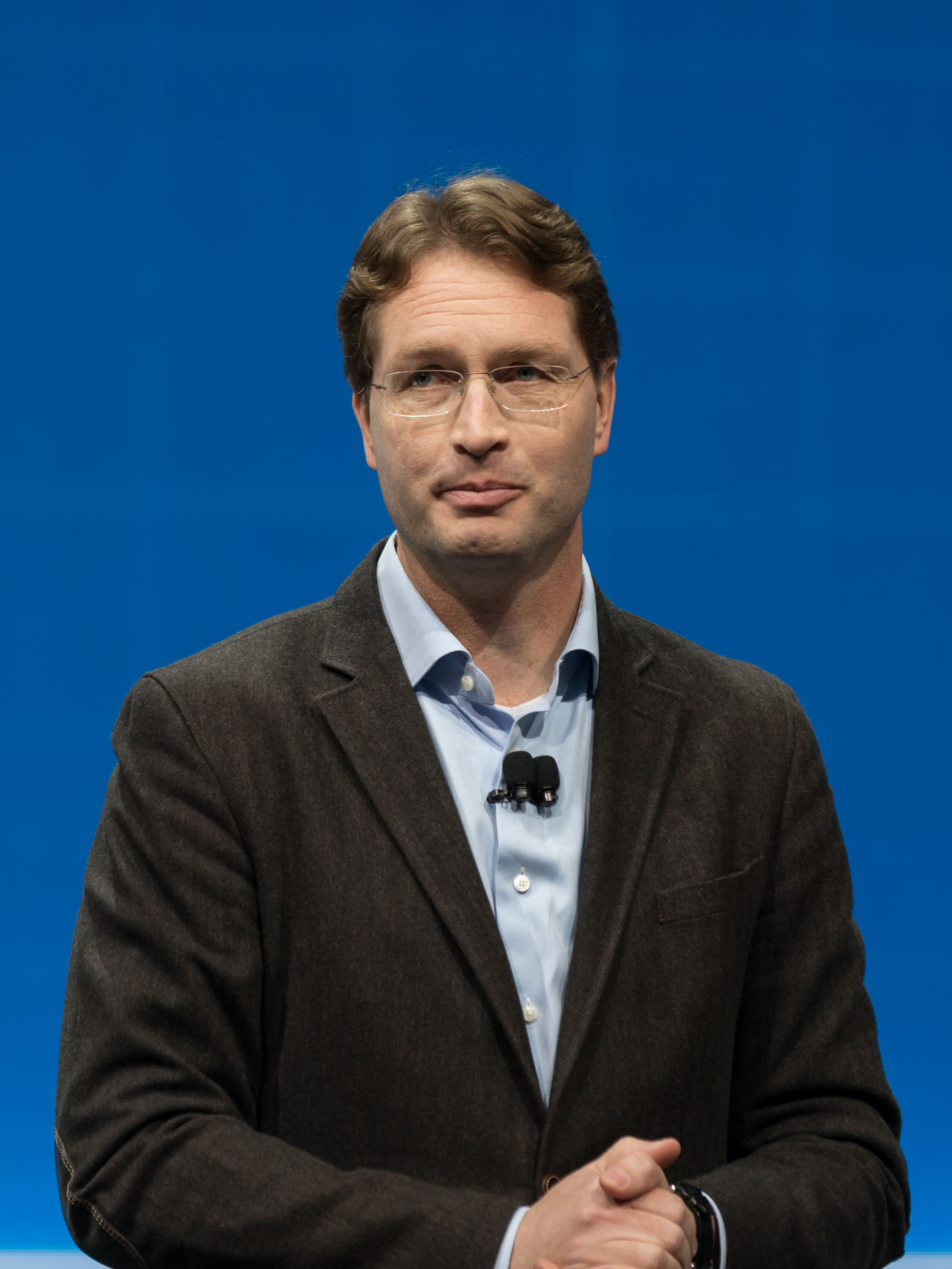
Ола Кэлениус, 2018 год

Крупнейшим держателем акций концерна Mercedes-Benz Group является китайская компания Tenaclou3 Prospect Investment Ltd с 9,69 % акций, принадлежащая Ли Шуфу, владельцу холдинга Zhejiang Geely Holding Group Company Limited.
- Бернд Пишетсридер (Bernd Pischetsrieder, род. 15 февраля 1948 года) — председатель наблюдательного совета с 2021 года, член совета с 2014 года. Основная часть карьеры прошла в BMW (начиная с 1973 года, с 1993 по 2000 — председатель правления), с 2000 по 2006 год был в Volkswagen (с 2002 года — председатель)[12].
- Ола Кэлениус — председатель правления с 22 мая 2019 года, в компании с 1993 года.

Далее по отделам:
- Гюнтер Фляйг (Gunther Fleig) — управляющий отделом кадров (Human Resources & Labor Relations);
- доктор Рудигер Грюбе (Dr. Rudiger Grube) — управляющий отделом развития (Corporate Development);
- доктор Вольфганг Бернхард (Dr. Wolfgang Bernhard) — управляющий подразделением Daimler Trucks;
- Бодо Юббер (Bodo Uebber) — управляющий финансовым подразделением (Finance & Controlling/ Daimler Financial Services);
- доктор Томас Вебер (Dr. Thomas Weber) — управляющий инновационными подразделениями (Group Research & Mercedes-Benz Cars Development).

## Деятельность
Mercedes-Benz Group — один из ведущих мировых автопроизводителей. За 2021 год было продано 2,75 млн автомобилей.
Подразделения по состоянию на конец 2021 года:
- Mercedes-Benz Cars & Vans — производство и продажа легковых и небольших грузовых автомобилей под брендами Mercedes-Benz, Mercedes-AMG, Mercedes-Maybach, Mercedes-EQ и smart; 80 % выручки.
- Mercedes-Benz Mobility — финансовые услуги (лизинг, кредитование покупки, банковские и страховые услуги) под брендом Athlon; 20 % выручки.

Регионы деятельности:
- Европа — 39 % выручки
  - Германия — 15 %
- Северная Америка — 28 % выручки
  - США — 25 %
- Азия — 27 % выручки
  - Китай — 15 %.

|                     | 2008  | 2009   | 2010  | 2011  | 2012  | 2013  | 2014  | 2015  | 2016  | 2017  | 2018  | 2019  | 2020  | 2021  |
| ------------------- | ----- | ------ | ----- | ----- | ----- | ----- | ----- | ----- | ----- | ----- | ----- | ----- | ----- | ----- |
| Оборот              | 98,47 | 78,92  | 97,76 | 106,5 | 114,3 | 118,0 | 129,9 | 149,5 | 153,3 | 164,2 | 167,4 | 172,7 | 154,3 | 133,9 |
| Чистая прибыль      | 1,414 | -2,644 | 4,674 | 6,029 | 6,830 | 8,720 | 7,290 | 8,711 | 8,784 | 10,62 | 7,582 | 2,709 | 4,009 | 23,01 |
| Активы              | 132,2 | 128,8  | 135,8 | 148,1 | 163,1 | 168,5 | 189,6 | 217,2 | 243,0 | 255,3 | 281,6 | 302,4 | 285,7 | 259,8 |
| Собственный капитал | 32,73 | 31,83  | 37,95 | 41,34 | 39,33 | 43,36 | 44,58 | 54,62 | 59,13 | 65,16 | 66,05 | 62,84 | 62,25 | 71,95 |

В настоящее время Mercedes-Benz Group владеет долями в следующих компаниях:
- 100 % Mercedes-Benz AG — производство легковых автомобилей
- 100 % Mercedes-Benz Mobility AG[англ.] — лизинг и страхование
  - 100 % Mercedes-Benz Bank
- 89,29 % Mitsubishi Fuso Truck and Bus Corporation
- 84,70 % Brabus GmbH
- 50,1 % Automotive Fuel Cell Cooperation[англ.]
- 50 % Shenzhen DENZA New Energy Automotive
- 40,82 % Cobus Industries
- 11,85 % Aston Martin Lagonda
- 15,0 % ПАО КАМАЗ[16]
- 9,55 % BAIC Motor
- 8,67 % Bolt Technology
- 3,1 % альянса Renault-Nissan[17]

### В России
«ДАЙМЛЕР КАМАЗ РУС»
В 2009 году образовано СП Daimler и КАМАЗа в долях 50/50. В 2010 году на площадях, принадлежащих КАМАЗу (55°42′40″ с. ш. 52°26′30″ в. д.), открыта сборка грузовиков Mercedes и принадлежащей Daimler марки грузовиков Mitsubishi Fuso Truck and Bus Corporation. К середине 2015 года собрано 7812 грузовиков Mercedes и 6800 Fuso.
Сборка Mercedes Sprinter
В 2013 году Daimler на площадях завода ГАЗ смонтировал конвейер крупноузловой сборки микроавтобусов Mercedes Sprinter. В 2015 году на прессовых мощностях завода ГАЗ началось производство элементов кузова. На 2015 год степень локализации Спринтеров составляла 40 .. В 2018 году это производство было остановлено, предположительно в связи с санкциями против активов Олега Дерипаски.
Одновременно с запуском производства Спринтера на мощностях ЯМЗ организована сборка двигателей для них.
Сборка легковых автомобилей
56°04′57″ с. ш. 37°04′53″ в. д.
3 апреля 2019 года Daimler AG запустил собственный завод по производству автомобилей на территории индустриального парка «Есипово» в Солнечногорском районе Московской области, который на первом этапе должен сосредоточиться на производстве моделей E-класса, а позднее начать производство внедорожников. Согласно плану развития, который немецкая компания составила на 9 лет, инвестиции в российский завод составят около 250 млн евро. 6 мая с конвейера сошел первый автомобиль. На момент запуска на заводе трудоустроено 600 человек, по плану при полной загрузке будет работать до 1,5 тысяч человек.

## Критика

### Обвинения в даче взяток
В апреле 2010 Минюст США выдвинул против Daimler AG обвинения в подкупе чиновников 22 стран, с целью получения контрактов на поставку своей продукции. Руководство компании Daimler AG официально признало, что давало взятки чиновникам, принимавшим решения о закупке машин. В том числе, в России за 2000—2005 было выплачено около 5,2 млн евро в виде взяток должностным лицам, принимающим решения о закупках.
Российское подразделение Daimler AG, ЗАО «Мерседес Бенц Рус», также признало обвинения в даче взяток. Среди ведомств, получавших взятки за заключение контрактов, упоминаются:
- МВД России
- Гараж особого назначения (ГОН) ФСО России;
- Минобороны России
- муниципальные власти Москвы, Уфы и Нового Уренгоя.

Правительство Москвы обратилось в Минюст США с запросом по данному делу. Департамент собственной безопасности МВД России начал собственную проверку информации о взятках Daimler.

### Производство противопехотных мин
«Deutsche Aerospace», дочерняя фирма Daimler AG, разрабатывала противопехотные мины индивидуального направленного действия «PARM-2». Их разработка была остановлена лишь в конце 1998 года, после массовых протестов инициативы «Критических акционеров». По данным этой же группы (на 2001 год), «Deutsche Aerospace» все ещё производит мины «Mine-Flach-Flach» (MIFF) и «Mine-Multi-Splitter-Passiv» (MUSPA), которые Министерство обороны США, в отличие от Германии, квалифицирует как противопехотные.
В июле 2021 года было принято решение по делу о картельном сговоре нескольких автоконцернов, которые использовали специальное программное обеспечение, чтобы занизить показатели по вредным выбросам при тестировании. Daimler удалось избежать многомиллионного штрафа только потому, что компания первой сообщила европейским властям о сговоре.